# 晚达里站
晩達里站（韓語：만달리역）是朝鮮民主主義人民共和國黄海北道胜湖区域晩達里的一個鐵路車站，属于平德线。

## 邻近车站
平德线
勝湖里站 - 晩達里站 - 货泉站